# Proteoarchaeota
Proteoarchaeota är ett rike av arkéer som föreslogs av Céline Petitjean et al. år 2014.